# Пудостьское сельское поселение
Пу́достьское се́льское поселе́ние — упразднённое муниципальное образование на территории Гатчинского муниципального округа Ленинградской области. Бывший административный центр — посёлок Пудость. На территории поселения находились 28 населённых пунктов — 3 посёлка и 25 деревень.
С 1 января 2006 года главой поселения являлся Кузько Вадим Иванович, затем — Коняев Сергей Васильевич, с 2020 года — Гордобойнов Александр Алексеевич, главой администрации — Иваева Елена Николаевна.

## Географическое положение
- Общая площадь — 148,9 км²
- Местоположение — в северо-западной части Гатчинского муниципального округа
- Граничило:
  - на севере — с Ломоносовским муниципальным районом;
  - на северо-востоке — с Таицким городским поселением;
  - на востоке — с Веревским сельским поселением;
  - на юго-востоке — с Гатчинским городским поселением;
  - на юге — с Большеколпанским сельским поселением;
  - на юго-западе — с Войсковицким сельским поселением;
  - на западе — с Сяськелевским сельским поселением.

По территории упразднённого поселения проходят автодороги:
- А180 (E 20) (Санкт-Петербург — Ивангород — граница с Эстонией) «Нарва»
- 41К-011 (Стрельна — Гатчина)
- 41К-102 (Войсковицы — Мариенбург)
- 41К-104 (Елизаветино — Скворицы)
- 41К-107 (Сокколово — Мариенбург)
- 41К-218 (Малое Верево — Пудость)
- 41К-220 (Кезелево — Большое Ондрово)
- 41К-228 (Пудость — автодорога 41К-011)
- 41К-466 (подъезд к ст. Пудость)

Расстояние от бывшего административного центра поселения до центра муниципального округа — 9,5 км.
По территории упразднённого поселения протекает река Ижора.
По его территории проходит железная дорога Санкт-Петербург — Гатчина-Балтийская, имеется станция Пудость.

## История
В начале 1920-х годов в составе Красносельской волости Детскосельского уезда был образован Пудостский сельсовет. 12 августа 1922 года Красносельская волость вошла в состав вновь образованного Троцкого уезда. В августе 1927 года Пудостский сельсовет вошёл в состав Троцкого района Ленинградской области. В ноябре 1928 года к Пудостскому сельсовету присоединён упразднённый Сокколовский сельсовет.
10 июля 1959 года в состав Пудостского сельсовета вошёл упразднённый Скворицкий сельсовет.
18 января 1994 года постановлением главы администрации Ленинградской области № 10 «Об изменениях административно-территориального устройства районов Ленинградской области» Пудостский сельсовет, также как и все другие сельсоветы области, преобразован в Пудостьскую волость.
1 января 2006 года в соответствии с областным законом № 113-оз от 16 декабря 2004 года образовано Пудостьское сельское поселение, в его состав вошла территория бывшей Пудостьской волости.
Упразднено 13 мая 2024 года в связи с образованием Гатчинского муниципального округа вместо Гатчинского района.

## Экономика
На территории поселения располагалось 96 предприятий производственной и непроизводственной сферы.
В посёлке Пудость — птицефабрика «Скворицы».

## Население
| 2006    | 2010    | 2011    | 2012    | 2013    | 2014    | 2015    |
| ------- | ------- | ------- | ------- | ------- | ------- | ------- |
| 8500    | ↗9033   | ↗9039   | ↗9227   | ↗9391   | ↗9613   | ↗9706   |
| 2016    | 2017    | 2018    | 2019    | 2020    | 2021    | 2023    |
| ↗9828   | ↗10 044 | ↗10 158 | ↗10 325 | ↘10 233 | ↗12 783 | ↘12 718 |
| 2024    |         |         |         |         |         |         |
| ↘12 688 |         |         |         |         |         |         |

Наиболее крупными населёнными пунктами являлись посёлки Пудость, Мыза-Ивановка, Терволово и деревня Ивановка.

## Состав сельского поселения
| №  | Населённый пункт | Тип населённого пункта          | Население    |
| -- | ---------------- | ------------------------------- | ------------ |
| 1  | Алапурская       | деревня                         | ↗118 (2017)  |
| 2  | Ахмузи           | деревня                         | ↗6 (2017)    |
| 3  | Большое Рейзино  | деревня                         | ↗1074 (2017) |
| 4  | Ивановка         | деревня                         | ↗1115 (2017) |
| 5  | Кезелево         | деревня                         | ↘30 (2017)   |
| 6  | Кемпелево        | деревня                         | ↘3 (2017)    |
| 7  | Корпиково        | деревня                         | ↘146 (2017)  |
| 8  | Котельниково     | деревня                         | ↘48 (2017)   |
| 9  | Куйдузи          | деревня                         | ↗4 (2017)    |
| 10 | Кямяря           | деревня                         | ↗12 (2017)   |
| 11 | Лайдузи          | деревня                         | ↗6 (2017)    |
| 12 | Малая Оровка     | деревня                         | ↘31 (2017)   |
| 13 | Малое Рейзино    | деревня                         | ↘35 (2017)   |
| 14 | Мута-Кюля        | деревня                         | ↗35 (2017)   |
| 15 | Мыза-Ивановка    | посёлок                         | ↗1200 (2017) |
| 16 | Педлино          | деревня                         | ↘12 (2017)   |
| 17 | Пеньково         | деревня                         | ↘11 (2017)   |
| 18 | Петрово          | деревня                         | ↗51 (2017)   |
| 19 | Пеушалово        | деревня                         | →1 (2017)    |
| 20 | Покизен-Пурская  | деревня                         | ↘38 (2017)   |
| 21 | Пудость          | посёлок, административный центр | ↗4079 (2021) |
| 22 | Скворицы         | деревня                         | ↘68 (2017)   |
| 23 | Сокколово        | деревня                         | ↗130 (2017)  |
| 24 | Терволово        | посёлок                         | ↗2405 (2017) |
| 25 | Хиндикалово      | деревня                         | ↗34 (2017)   |
| 26 | Хюттелево        | деревня                         | ↘14 (2017)   |
| 27 | Черново          | деревня                         | ↘113 (2017)  |
| 28 | Юля-Пурская      | деревня                         | ↘21 (2017)   |

### Упразднённые населённые пункты
В 1970 году были сняты с учёта населённые пункты, из которых выбыло всё население: деревни Большая Оровка, Воудилово, Вянзелево, Ивайзи, Кайнеладзи, Каугия, Кяргямкюля, Кямяля, Колмолово, Медияйзи, Мулдия, Ноувиязи, Пелли, Ротцы, Ряхкелево, Сямелево, Тервона, Тюски, Шепелево, Ювайзи, посёлки Земелово, Ильича, выселок Новая Жизнь, кордон Таицкой Дачи.

## Достопримечательности
В посёлке Мыза-Ивановка в XIX веке располагалась усадьба Штакеншнейдера.